# Evangelisches Diakonissenkrankenhaus (Jerusalem)
Das Evangelische Diakonissenkrankenhaus (hebräisch בֵּית חוֹלִים הַדִּיאָקוֹנִיסוֹת הַפְּרוֹטֶסְטַנְטִי Bejt Chōlīm haDīaqōnīssōt haPrōṭesṭanṭī, englisch German [Deaconesses’] Hospital) in Jerusalem war eine Einrichtung der Kaiserswerther Diakonie. Das eigens für diesen Zweck 1892–1894 errichtete Gebäude befindet sich am Rechov haNeviʾim 49 (רְחוֹב הַנְּבִיאִים deutsch ‚Straße der Propheten‘, englisch Street of the Prophets) Ecke Rechov Straus ( Nathan-Straus-Straße) und gehörte nach Umzug des Diakonissenkrankenhauses auf den Ölberg jahrzehntelang zum Komplex des traditionsreichen Allgemeinen Krankenhauses Schaʿarei Zedeq.

## Geschichte und Beschreibung

### Anlauf (1833–1851)
Theodor Fliedner, 1833 Gründer des modernen Diakonissenwesens und in Großbritannien erfolgreicher Spendensammler für diese Arbeit, traf 1846 in London Samuel Gobat, gerade zum zweiten anglikanischen Bischof von Jerusalem geweiht, wobei sie sich auch über das erfolgreiche diakonische Wirken in Kaiserswerth austauschten.:82 Fliedner bot Gobat dann 1850 an, ein Diakonissenhaus in Jerusalem einzurichten.:82
Fliedner war auch ein Berater des preußischen Königs Friedrich Wilhelms IV. in Fragen des Ausbaus der Diakonissenarbeit in zentralen und östlichen Bereichen der Monarchie. Fliedner gewann den religiösen König, der aus dieser Haltung heraus das anglo-preußischen Bistum Jerusalem initiiert hatte, das 1841 gegründet worden war, die Niederlassung der Diakonissen in Jerusalem finanziell zu unterstützen.:83
Zur weiteren Verwendung durchs Bistum Jerusalem wurden 1842 auf Betreiben des Königs aus Mitteln des preußischen Kollektenfonds für das Bistum Jerusalem zwei Häuser (Haus Ǧirǧīs und Haus Matūk) in der Jerusalemer Altstadt erworben,:82 welche die ersten vier Diakonissen Adelheid Bleibtreu (* 1816), Katharine Evers (1813–1851), Pauline Keller (1826–1909) und Henriette Zenke (1809–1855) und Fliedner als ihre Reisebegleitung nach ihrem Eintreffen am 17. April 1851 in der Heiligen Stadt:83 wegen Feuchtigkeit als völlig ungeeignet für das zu gründende Diakonissenhaus ablehnten.:38seq.
Der preußische Konsul in Jerusalem Ernst Gustav Schultz musste schnell Abhilfe schaffen, daher räumte er den Diakonissen ein Quartier im Haus Chalil Aġa ein, das ebenfalls der preußische Kollektenfonds am 3. November 1846 erworben hatte,:37, Fußnote 37 um darin auf königlichen Wunsch ein Preußisches Hospiz für protestantische Pilger einzurichten.:39 Der Bau erhielt seinen Namen von seinem früheren Eigentümer as-Sayyid خليل آغا الرساس‎ طر يق / Chalil Aġa ar-Rassass und hatte bis 1845 William Tanner Young, erster britischer Konsul zu Jerusalem, als Domizil gedient.:27
Der 1849 eingetroffene erste österreichische diplomatische Vertreter in Jerusalem, Vicekonsul Graf Giuseppe Pizzamano hatte das noch ungenutzte künftige Hospiz gemietet und ausgebaut und Schultz kündigte ihm nun umgehend den Vertrag, wobei die Diakonissen Teile der Einrichtung erwarben.:39 Am 1. November 1850 hatte der König 1.000 Reichsthaler aus seinem Legationsfonds gewährt, das Hospiz einzurichten, das am 10. September 1851 im Haus Chalil Aġa die Tore öffnete,:28 die vier Diakonissen sorgten für die Gäste.

### ImHaus Chalil Aġa(1851–1894)
Evers und Zenke, ausgebildete Krankenschwestern, nahmen am 2. Mai 1851 das Krankenhaus in Betrieb, erster Patient war tags darauf der bergische Schreiner Friedrich Großsteinbeck (1821–1858; Großonkel John Steinbecks).:40 Am 4. d. M. weihte Gobat in Gegenwart vieler Gäste offiziell das Diakonissenkrankenhaus ein und zwei Tage später übernahmen Bleibtreu (1854 Leiterin des Diakonissenhauses:36) und Keller ihre Aufgabe als Lehrerinnen an der anglophonen Bishop-Gobat-School,:84 am 10. November 1847 gegründet.:80 Die Gehälter der beiden Diakonissen im Krankendienst zahlte das Bistum, die Lehrerinnen bezahlte Deutschlands ältester reiner Frauenverein die Morgenländische Frauenmission.:84
Der Unterricht für die Schülerinnen wurde ab Ende 1852 im Diakonissenhaus erteilt,:84 die Knaben bezogen 1856 ein neues Schulgebäude, das seit 1967 das Jerusalem University College nutzt. Im Sommer 1853 kam als dritte Lehrerin Charlotte Pilz (1818–1903) hinzu, die in über 50 Jahre im Dienst als Diakonisse in Jerusalem prägend wurde.:85 Sie überzeugte Bischof Gobat 1856, die Mädchenschule als deutschsprachige Diakonissenschule von der bischöflichen Schule zu trennen.:86
Die drei Einrichtungen der Diakonissen drängten sich in einem Gebäude. Das Preußische Hospiz zog 1854 in ein eigenes Domizil und der Johanniterorden übernahm es 1858, das seither als Johanniterhospiz Jerusalem besteht. Mit Spenden, 13.000 Taler von Friedrich Wilhelm IV. und 1.000 Taler von der Morgenländischen Frauenmission sowie weiteren Zuwendungen, konnten die Diakonissen das Haus Chalil Aġa 1856 aus Händen des Kollektenfonds erwerben.:86seq. Die Diakonissen konnten 1857 bis 1861 das Haus Chalil Aġa in der Beschränkung der räumlichen Möglichkeiten der Altstadt ausbauen,:87seq. bevor 1868 mehr Raum frei wurde, als die Diakonissenschule ihren von Pilz vorangetriebenen Neubau in der Neustadt bezog und seither unter der Bezeichnung Talitha Kumi firmiert.:89 Damit belegte das Krankenhaus den gesamten Bau des Hauses Chalil Aġa.

### Prophetenstraße (1894–1937)

#### Vorbereitungen (1888–1894)
Seit 1888 sammelte Pfarrer Carl Schlicht von der Evangelischen Gemeinde deutscher Sprache zu Jerusalem Geld für einen Neubau für das Krankenhaus in der Neustadt. 1890 wurde ein Grundstück vom Bankhaus Frutiger erworben. Ernst Schwartzkopff & Heinrich Theising (Berlin) planten den Bau, den Theodor Sandel in den Jahren 1892 bis 1894 ausführte. Im Juli 1894 zog das längst zu eng gewordene Diakonissenkrankenhaus in den Neubau um.
Ihre bisherige Anstalt verkauften die Diakonissen 1895 an das Maronitische Patriarchat von Antiochien, das darin seit 1899 ein Pilgerhospiz unterhält, das die maronitischen Schwestern von der Kongregation der Heiligen Therese vom Kinde Jesus betreiben. Es liegt in der Nr. 25 des nach dem Konvent der Nonnen benannten Rechov Minsar haMaronitim (רְחוֹב מִנְזַר הַמָּרוֹנִיטִים / ‚Straße des Klosters der Maroniten‘) nordöstlich der Christuskirche.

#### Betrieb (1894–1937)
Das Diakonissenkrankenhaus zog im Juli 1894 in den Neubau um.
Wegen weiterer Krankenhäuser an der Prophetenstraße, wie das English Mission Hospital von 1844 (Nr. 84), das mecklenburg-schwerinsche Kinderhospital Marienstift von 1872 (erstes seiner Art im Osmanischen Reich; Nr. 29), Beit haChōlīm Meʾīr Rothschild / בית החולים מאיר רוטשילד von 1888 (Nr. 37) und das Ospedale Italiano von 1919 (Nr. 9) nannte der Volksmund sie Straße der Hospitäler, seit der Einführung amtlicher Straßennamen und Hausnummern durch Ronald Storrs 1920 heißt sie Rechov haNeviʾim (רְחוֹב הַנְּבִיאִים deutsch ‚Straße der Propheten‘, englisch Street of the Prophets, arabisch طريق الأنبياء, DMG Ṭarīq al-Anbīāʾ) und das Diakonissenkrankenhaus führte seither die Nr. 49 an der Ecke mit dem Rechov Straus.

#### Beschreibung und Ausweitung

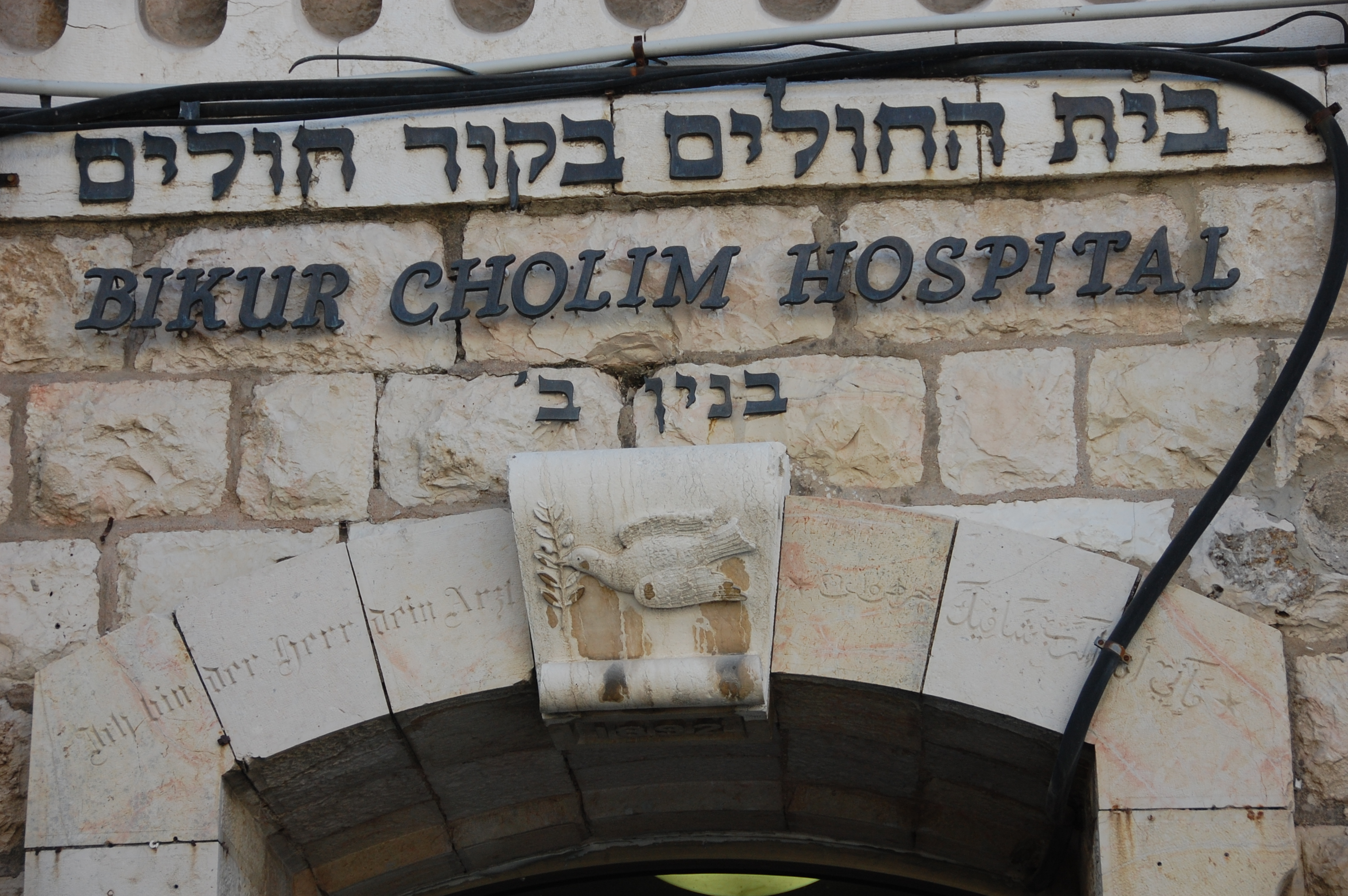
Taube mit Ölzweig und Bibelspruch auf Arabisch und Deutsch überm Hauptportal, 2007

Über dem Hauptportal sieht man das Symbol der Kaiserswerther Diakonie, eine Taube mit Ölzweig, ebenso auch über dem Nebeneingang, und dort auch den Schriftzug „Ich bin der Herr, dein Arzt“ (Ex 15,26 ) deutsch und arabisch. Das Gebäude hat einen L-förmigen Grundriss. Der Zugang erfolgte vom Haupteingang am Eck aus. Gegenüber dem Eingang lag eine oktogonale Halle, links und rechts öffnet sich je ein Gang in einen der beiden Flügel des Gebäudes, der die einzelnen Krankensäle erschließt und sein Licht vom Ende des Ganges her empfängt.
Es gab in jedem Flügel vier Krankensäle zu je drei Betten. Der Operationssaal befand sich im Obergeschoss über der Eingangshalle und die Kapelle ihm gegenüber, über der oktogonalen Halle des Erdgeschosses. Das Krankenhaus ist mit einer Eisenträgerkonstruktion in Stein ausgeführt und hat Flachdächer. Bis zu 100 Patienten konnten hier aufgenommen werden, ein großer Garten rings um das Krankenhaus sollte für eine angenehme Atmosphäre sorgen.
Bei seinem Jerusalembesuch 1898 spendete Kaiser Wilhelm II. Geld für die Einrichtung eines modernen Operationssaales und für die Wasserleitung.

#### DasSchaʿarei Zedeq-Krankenhaus
Der Kaiser spendete auch für das einen Kilometer weiter westlich an der Jaffa Street Nr. 161 in Bau befindliche deutsche Allgemeine Jüdische Krankenhaus Schaʿarei Zedeq zu Jerusalem, das überwiegend das 1873 in Frankfurt am Main ansässige Centralcomité für die Errichtung eines jüdischen Krankenhauses in Jerusalem, geleitet von den Rabbinern Seligmann Bär Bamberger (Vorsitzender), Samson Raphael Hirsch, Marcus Lehmann, Anschel Stern und dem Bankier Akiba Lehren (Präsident des Ausschusses des Irgūn haPĕqīdīm wehaAmarkalīm šel ʿArej haQōdeš zu Amsterdam), finanzierte.
Im Jahre 1902 eröffnete dann Schaʿarei Zedeq seine Tore für Patienten.

#### Zusammenarbeit mitSchaʿarei Zedeq, Weltkrieg, Nazi-Einfluss
Schaʿarei Zedeq und Diakonissenkrankenhaus arbeiteten bis Anfang der 1930er Jahre eng zusammen, die Ärzte, unter anderem der renommierte Kölner Moritz Mosche Wallach, halfen sich bei Bedarf zur Verstärkung der Ärzteteams aus und vertraten sich im jeweils anderen Haus in den Urlauben. Dieser fachliche und kollegiale Austausch endete, als die Zusammenarbeit mit Juden evangelischerseits nicht mehr gewünscht war, der schon früh der NSDAP/AO beigetretene Chirurg Eberhard Gmelin, von 1926 bis 1939 leitender Arzt des Krankenhauses, spielte dabei eine Rolle.:207
Im Ersten Weltkrieg diente das Krankenhaus als Lazarett, danach als englisches Zivilkrankenhaus, und erst 1923 wurde es wieder als Diakonissenkrankenhaus geführt. Nach einer Modernisierung beherbergte es nun eine Innere, eine Gynäkologische und eine Chirurgische Abteilung.

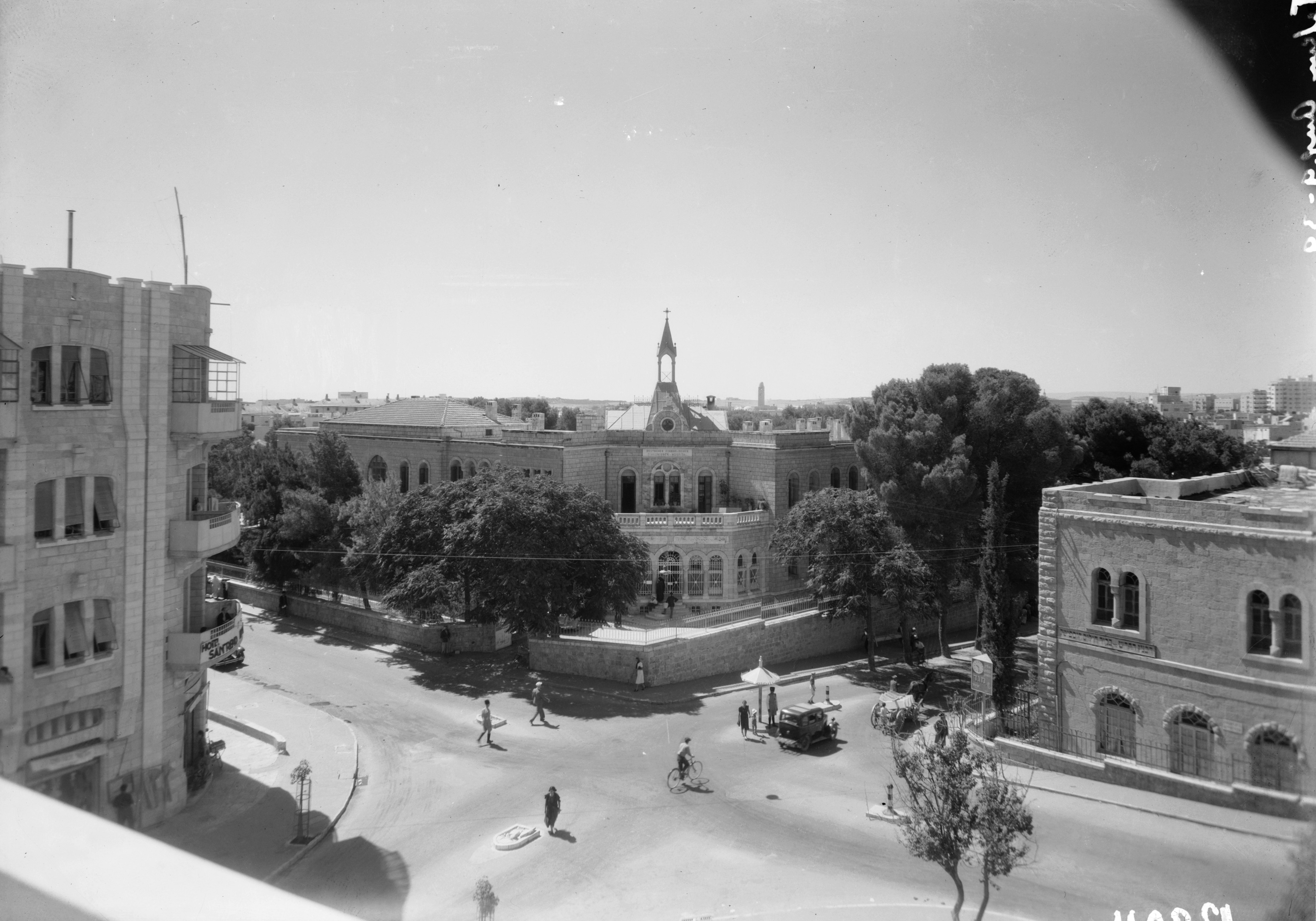
Diakonissenkrankenhaus (Mitte) und Krankenhaus Biqqur Cholim (rechts), 1939

Der Jerusalemer NSDAP/AO-Ortsgruppenführer und Templer Ludwig Buchhalter empfahl in den 1930er Jahren den Verkauf der Einrichtung an das litauisch-belarussischen Krankenhaus Biqqur Cholim, da die Mehrzahl der Patienten Juden seien.

#### Umzug auf den Ölberg 1937
1937 vermeldete die Zeitschrift Der Armen- und Krankenfreund, das Diakonissenkrankenhaus werde in das ehemalige Hospizgebäude der Auguste-Viktoria-Stiftung auf dem Ölberg umziehen. Am gegenwärtigen Standort leide man unter dem Verkehrslärm und sei „eine Insel in einem jüdischen Meer.“ Im Jahre 1939 hatte die Mandatsregierung einen Kredit zum Umbau des ehemaligen Hospizes zum Krankenhaus gewährt.:218
Der Betrieb lief, nachdem Deutschland den Zweiten Weltkrieg begonnen hatte, weiter, denn Einrichtungen der Daseinsvorsorge wie Heime, Spitäler und Schulen, die juristische Personen feindlich-ausländischer Staatszugehörigkeit betrieben, blieben anders als im Ersten im Zweiten Weltkrieg aktiv, wurden aber durch die Mandatsbehörden geeignet erscheinender neuen Leitungen unterstellt, unter Aufsicht des neuen Committee for the Supervision of German Educational Institutions, initiiert durch Bischof George Francis Graham Brown.:215 Leitender Arzt wurde ein britischer Mediziner.:21

### Israelisches Krankenhaus im alten Gebäude (1948–2023)
Nach der Staatsgründung 1948 war hier bis Ende des Krieges um Israels Unabhängigkeit das Ziv-Militärkrankenhaus untergebracht. Das seit 1927 im gegenüberliegenden Neubau ansässige Krankenhaus Biqqur Cholim (auch Bik(k)ur Holim) übernahm 1949 den Bau des Diakonissenkrankenhauses zur Erweiterung seines Klinikbetriebes. Auch nach Übernahme des Biqqur Cholim in Folge seines Bankrotts 2012 durch Schaʿarei Zedeq führt dieses im Bau des Diakonissenkrankenhauses die wichtigste innerstädtische Geburtshilfestation fort.